# Sapere
Sapere (littéralement Savoir) est un magazine italien de vulgarisation scientifique. Sa date de création, janvier 1935, en fait, par ordre chronologique, le premier du panorama éditorial du pays. Publié à l'origine par le Milanais Ulrico Hoepli, le magazine est, depuis 1968, une des publications de l'éditeur Dedalo à Bari, qui le publie tous les deux mois. 

## Histoire

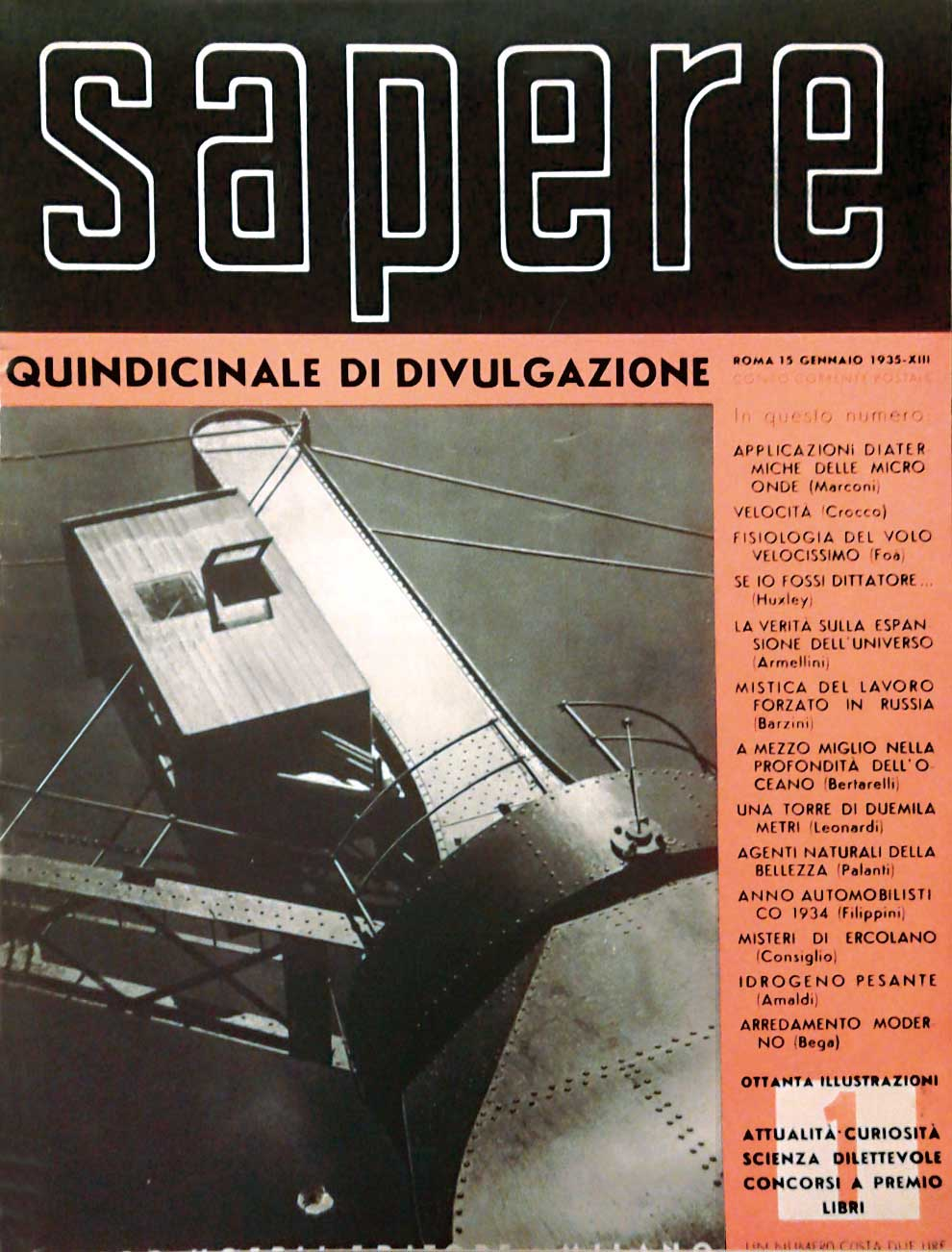
Couverture du premier numéro de 1935.

Après la mort du premier éditeur, l'italo-suisse Ulrico Hoepli (à Milan, le 24 janvier 1935), survenue peu après la publication du premier numéro, le magazine Sapere, ainsi que la maison d'édition et la renommée librairie milanaise, passe entre les mains de son neveu Carlo. Le premier bureau du magazine est établi à Rome, où vit le directeur exécutif, Raffaele Contu. 
Le premier numéro, imprimé à quelque 100 000 exemplaires est "réparti dans tout le Royaume et dans les colonies". Dès le début, le magazine publie des articles de vulgarisation et d'actualité scientifique en physique et biologie, présentant la recherche fondamentale et appliquée. Parmi les auteurs de Sapere, des noms importants se distinguent, comme celui de Guglielmo Marconi, Enrico Fermi, Edoardo Amaldi et Bruno de Finetti. 

### Vente àEdizioni di Comunità
En 1962, Carlo Hoepli vend le journal à Edizioni di Comunità, que Roberto Olivetti a hérité à la mort de son père Adriano, qu'il a fondée en 1946. La maison d'édition romaine publie le magazine pendant cinq ans, en le confiant initialement à la gestion conjointe d'Ulrico Hoepli jr, Romolo Saccomani et Renzo Zorzi, puis par après, seulement à Saccomani. 

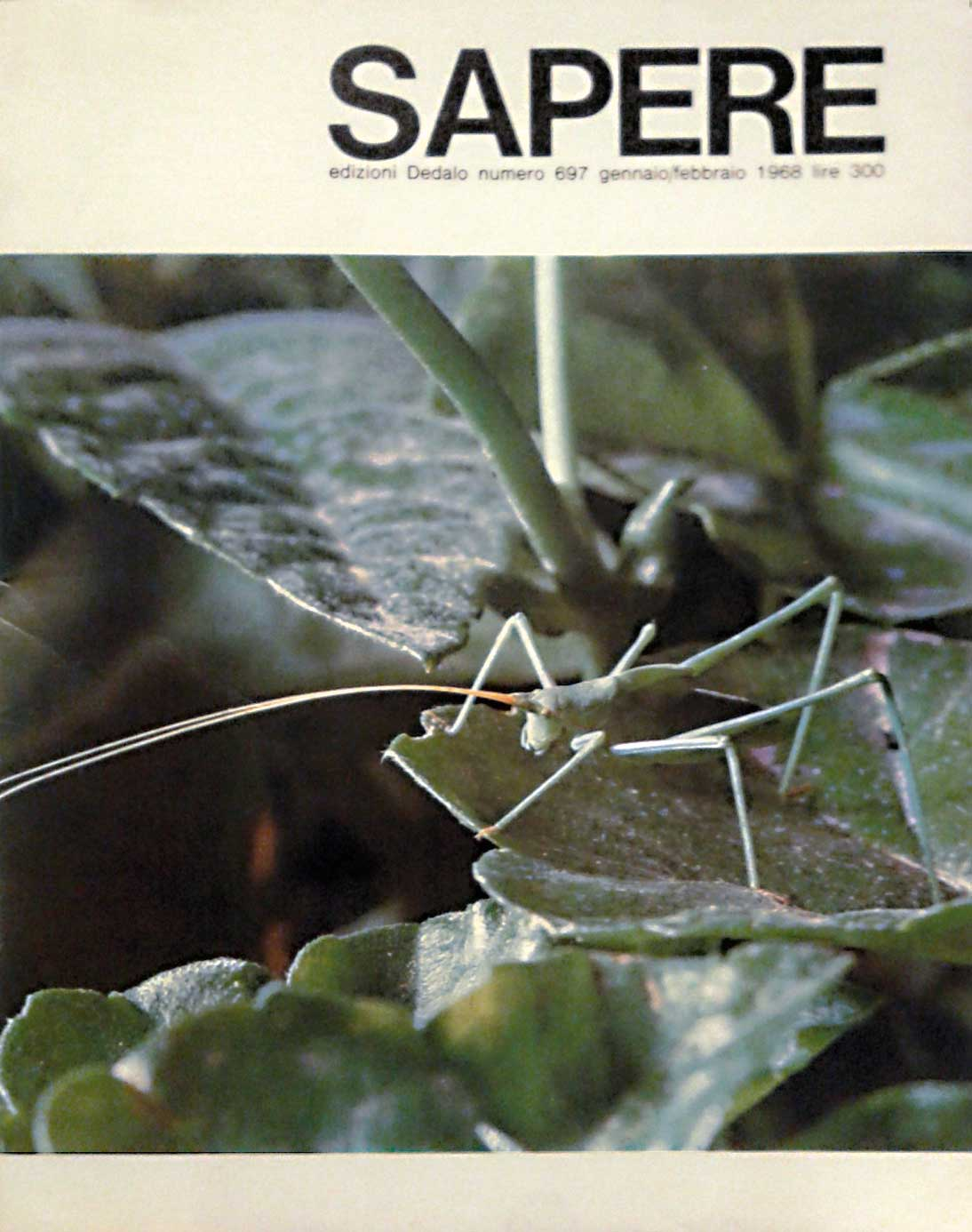
Couverture du premier numéro après la transition vers Edizioni Dedalo (1968).

En 1968, Sapere est acquise par Raimondo Coga, propriétaire de la maison d'édition Dedalo à Bari. Homme d'idées progressistes, le nouvel éditeur est le porte-parole de la tourmente qui va prochainement conduire à des protestations étudiantes et à des mouvements de participation collective aux choix économiques et politiques du pays. 

## SapereauXXIesiècle
En janvier 2014, à la veille du quatre-vingtième anniversaire du magazine, Claudia Coga, fille de Raimondo Coga, la nouvelle directrice chargée du magazine, se lance dans un projet de relance et de renouvellement du magazine, par une restructuration des sections internes et une nouvelle mise en page graphique. 
Le directeur de Sapere est le chimiste Nicola Armaroli. Le comité de rédaction est composé des physiciens Tommaso Castellani et Elena Ioli, ainsi que du chimiste Massimo Trotta.